# كارل مولر (كاتب)
كارل مولر (بالألمانية: Karl Müller)  (و. 1925 – 2011 م) هو مؤلف، وكاتب، من ألمانيا، توفي عن عمر يناهز 86 عاماً.

## جوائز
حصل على جوائز منها:
- وسام استحقاق جمهورية ألمانيا الاتحادية.